# Carina Holmberg
Carina Holmberg, senare Lundberg, född 4 oktober 1983, är en fotbollsspelare från Sverige (mittfältare) som spelade i Sunnanå SK från 2005. Efter säsongen 2014 avslutade hon sin karriär.